# المنهل (موقع ويب)
المنهل منصة ذكية للكتب العربية وغير العربية تتيح إمكانية الاضطلاع بإشتراك دوري للمكتبات، من كتب إلكترونية، دوريات، رسائل علمية، فيديوهات. تأسست في 2010 ومقرها الحالي في الإمارات العربية المتحدة مؤسسها محمد البغدادي وهو الرئيس التنفيذي الحالي للشركة.
حاليًا تملكها شركة تك نولدج بعد دمجها معها

## التأسيس
تأسست في 2010 و مقرها في الإمارات العربية المتحدة و أطلقت المنصة في الأنترنت في 5 جويلية 2011 مؤسسها محمد البغدادي إشتغل منذ 1999 في الولايات المتحدة الأمريكية لتأسيس وتطوير إيبراري التي تختص بتوفير خدمات حماية الملكية لمحتويات المكتبات الرقمية
تعتبر منصة المنهل ثمرة مشروع مشترك بين تك نولدج، أبرز شركات الخدمات الاستشارية في المكتبات الإلكترونية في الشرق الأوسط، ولترز كلوير، دار نشر ومزود المعلومات الإلكترونية الأكاديمية والمهنية العالمي.

## عملها
تقوم منصة المنهل بتوفير قاعدة معلومات للأكاديميين والباحثين في الجامعات والمعاهد المختصة على هيئة ملفات بي دي أف، وتتوفر على برنامج للتحميل في الهواتف الذكية والحواسيب اللوحية هذه القاعدة متوفرة للجامعات، المؤسسات البحثية والمجتمعات الأكاديمية من خلال نظام اشتراك دوري يسمح بالوصول المتزامن والدخول الغير محدود لمجموعة متنامية باستمرار من الأطروحات والرسائل الجامعية.
وقد تعاونت شركة المنهل في هذا الإطار مع شركة إيبراري، المنصة الرقمية المختصة نشر الكتب وتوزيعها والتي تجمع 500 من دور النشر الرئيسية، وأكثر من 4000 جامعة على امتداد 140 دولة.

## وصلات خارجية
- تاريخ المنصة عن الموقع الأصلي